# KLASS
KLASS株式会社（英：KLASS Corpration）は、兵庫県たつの市に本社を置き、自動壁紙糊付機やコンピュータ式畳製造システム、特殊機能畳、みそ汁などのディスペンサーの製造・販売を行う企業である。
旧社名は極東産機株式会社。

## 概要
畳屋の次男である頃安長三が1948年（昭和23年）に兵庫県龍野市（現たつの市）で、畳製造を手助けする機械を製造・販売する株式会社龍野ギヤー製作所を設立したのがはじまり。
1971年（昭和46年）には日本初の自動壁紙糊付機を開発し、日本の高度成長に伴う住宅着工数の増加、建築様式洋風化の一助となる。その後、1981年（昭和56年）日本初のコンピュータ式畳製造システムを開発。職人の経験や勘の世界をデジタルに置き換えることに成功した。
また、1991年（平成3年）には龍野市（現たつの市）の異業種交流会（そうめん、薄口しょうゆの企業団体が参加）から発展し食品機器事業に参入。現在では、その発展形であるマルチディスペンサーが大手飲食チェーン店でみそ汁やうどん・そばダシなどのディスペンサーとして使われている。また、産業機器分野やソーラーエネルギー分野にも参入している。 

## 沿革
- 1948年（昭和23年）株式会社龍野ギヤー製作所を設立
- 1966年（昭和41年）社名を極東産機株式会社に改め、東京に出張所（現東京支社・東京営業所）を開設。その後、東北、九州、大阪、札幌、名古屋、北関東、横浜、西日本と事業拡大につれて営業所を開設。
- 1969年（昭和42年）頃安新が代表取締役社長に就任。
- 1971年（昭和46年）日本初の自動壁紙糊付機を開発。
- 1981年（昭和56年）日本初のコンピュータ式畳製造システムを開発。
- 1991年（平成3年）食品機器事業に参入。
- 1999年（平成11年）頃安雅樹が代表取締役社長に就任。ISO9001取得。産業機器事業に参入。
- 2004年（平成16年）クリーン工場を建設。
- 2011年（平成23年）ISO14001認証取得。
- 2013年（平成25年）メガソーラー発電所「三日月サンシャインパーク」の運用を開始。
- 2017年（平成29年）経済産業省「地域未来牽引企業」に選定。
- 2018年（平成30年）東京証券取引所 JASDAQスタンダードに株式を上場（2022年にスタンダード市場に移行）。
- 2020年（令和2年）株式会社ROSECCを完全子会社化。
- 2022年（令和4年）主力工場である神岡工場内に新組立棟・生産本部棟 竣工。
- 2023年（令和5年）社名をKLASS株式会社に変更[2]。

## 工場・その他施設
- 神岡工場（兵庫県たつの市）
- 島田工場、島田研修センター（兵庫県たつの市）
- ハイテク第一工場（兵庫県たつの市）
- 関東配送センター（埼玉県加須市）
- 三日月サンシャインパーク（兵庫県佐用郡佐用町）

## 支社・営業所
- 東京支社（東京都江東区）
- 札幌営業所（北海道札幌市）
- 東北営業所（宮城県大崎市）
- 北関東営業所（埼玉県加須市）
- 東京営業所（東京都江東区）
- 横浜営業所（神奈川県横浜市）
- 名古屋営業所（愛知県名古屋市）
- 大阪営業所（大阪府東大阪市）
- 西日本営業所（兵庫県たつの市）
- 九州営業所（福岡県福岡市）